# Ніловка (Бурятія)
Ніловка (рос. Ніловка) — село Тункинського району, Бурятії Росії. Входить до складу Сільського поселення Туран.
Населення — 182 особи (2015 рік).